# Treago Castle

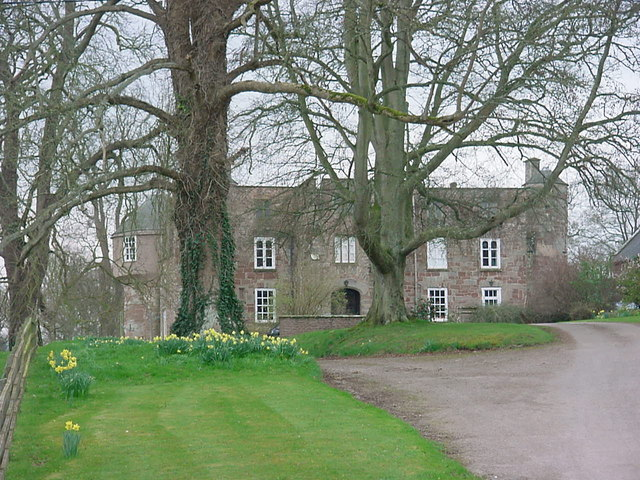
Treago Castle vom Einfahrtstor aus

Treago Castle ist ein befestigtes Herrenhaus in der Gemeinde St Weonards in der englischen Grafschaft Herefordshire. Das um 1500 errichtete Haus hat English Heritage als historisches Bauwerk I. Grades gelistet, insbesondere wegen seiner umfangreichen mittelalterlichen Architektur, seinem Grundriss mit rechteckigem Innenhof und seiner Ecktürme in der Wehrmauer. Von dem vermutlich früher vorhandenen Wassergraben ist heute nichts mehr erhalten.

## Hauptgebäude
Das Gebäude ließ vermutlich Sir Richard Mynors (ca. 1440–1528), ein Steuereintreiber in Wales, bauen. Der Name des Herrenhauses stammt aus dem Walisischen: Tre (dt.: Heim oder Bauernhof) und Ago (dt.: Jakob). So meint man, dass es bereits vor dem Bau des Hauses ein Wohngebäude an dieser Stelle gegeben haben muss. Das befestigte Herrenhaus wurde errichtet, um walisische Angriffe abzuwehren, die aber nie erfolgten.
Ursprünglich war das Gebäude besonders sicher gebaut; es hatte einen zentralen Innenhof und keine Fenster nach außen. Später wurde die Hoffläche in der Mitte in verschiedenen Phasen überbaut und neue Fenster wurden in die Außenmauern eingesetzt, sodass sich ein traditionelleres Aussehen des Herrenhauses ergab. Steinmetzzeichen, die zu denen auf Raglan Castle passen und William Herbert, 1. Earl of Pembroke, zugeschrieben werden, wurden nach dem Besuch des Chief Inspector of Ancient Monuments, A. J. Taylor, 1975 entdeckt. Sie entsprechen denen auf Croft Castle, ebenfalls in Herefordshire.
Treago Castle blieb ein privater Familiensitz, aber bei öffentlichen Weinverkostungen und örtlichen Wohltätigkeitsveranstaltungen kann man in begrenztem Umfang das Innere des Herrenhauses sehen.

## Anwesen und Gärten
Um die Hauptgebäude erstreckt sich Parkland, das vermutlich Ende des 18. Jahrhunderts in einen Landschaftspark umgewandelt wurde. Von einem Burggraben gibt es keine Spur mehr, auch wenn frühe Pläne des Anwesens einen Bach zeigen, der der Konturlinie über das Anwesen zu benachbarten Furnace Farm folgte. In der Zeitspanne zwischen den 1790er-Jahren und den 1840er-Jahren wurde der Park vernachlässigt. Vier größere Verbesserungen wurden nach ca. 1840 eingefügt:
- ein eingefriedeter Garten in der Nähe der Straße, der vom Haupthaus durch einen Buschbereich namens The Wilderness getrennt ist.
- ein eingefriedeter Küchengarten, ausgestattet mit gut bestückten Obstbäumen, an der Stelle des heutigen Weinberges im Süden des Haupthauses.
- ein Garten, teils im Tudor-, teils im Italianate-Stil mit Kieswegen, Grasflächen, Blumenbeeten und getrimmten Eibenbäumen. In den damaligen Karten wurde er als Treago Garden bezeichnet.
- eine lange Auffahrt als neuer Haupteingang zum Anwesen von Osten.

Seit 1991 sind die meisten Rosen, die auf dem Anwesen gepflanzt werden, englische Rosen von David C. H. Austin.

## Jüngste Geschichte
In den 1990er-Jahren wurden die originalen Stallungen renoviert und in drei miteinander verbundene Bauernhäuser namens Hollyhook, Coach House und Looseboxes umgebaut, die heute wochenweise als Ferienhöfe vermietet werden. Ebenso wurde ein modernes, 11 Meter langes Hallenbad gebaut und andere Renovierungen durchgeführt, zum Beispiel ein Konzertflügel aufgestellt.
Hinter den Bauernhöfen und den Hauptgebäuden sind ein verbundener Garten und ein kleiner Steinbruch, Spuren eines japanischen Gartens und ein Weinberg, aus dem prämierte rote und weiße Schaumweine gewonnen werden.
Ein Springbrunnen wurde 1990 hinzugefügt, der von Vanessa Marston nach Ideen des Helmkleinods der Familie Mynors entworfen und hergestellt wurde. Das Helmkleinod der Mynors – ein Mann, der eine Bärentatze hält – bezieht sich auf den französischen Klang des Namens (Main-Ours; deutsch Hand-Bär). Seit 2009 gab es Initiativen zur umweltfreundlicheren Beheizung des Herrenhauses unter Verwendung von Wärmepumpen und eines kompostbasierten Biomasseheizwerks. Der Anbau einer Nordterrasse machte Treago Castle zu einem ganzjährig nutzbaren Familienhaus.

## Familie Mynors
Das Anwesen gehört heute noch der Familie Mynors aus Baskerville; derzeit wohnen dort Sir Richard Mynors (* 1947) – der derzeitige Inhaber des Baronettitels und Winzer – und seine Gattin, Lady Fiona Mynors, eine Schulberaterin. Das Paar wohnt seit 1989 im Haupthaus zusammen mit ihren drei Töchtern Alexandra, Frances und Victoria. Beim Einzug wurden die Gebäude umfangreich restauriert und modernisiert.
Auch wenn die Familienhistorie bis ins 11. Jahrhundert zurückverfolgt werden kann, ist eine Verbindung zwischen den Mynors aus Baskerville und der Gegend um St Weonards erst seit Mitte des 15. Jahrhunderts, also etwa zur Zeit des Baus des heutigen Gebäudes, dokumentiert.

## Weitere Verwendung des Hausnamens
1932 benannte die Great Western Railway ihre Dampflokomotive Nr. 5019 Treago Castle. Die Castle-Class-Lokomotive trug diesen Namen 30 Jahre lang, bis sie 1962 außer Dienst gestellt wurde.